# Mantar
Mantar (с тур. — «гриб») — немецкая сладж-метал-группа из Гамбурга.

## История
Mantar была образована в 2012 году двумя давними друзьями, барабанщиком Эринчем Сакарья и гитаристом Ханно Кленхардтом. На музыку группы повлияло раннее творчество таких коллективов, как Melvins, Darkthrone и Motörhead. Свой дебютный студийный альбом, Death by Burning, группа выпустила в 2014 году на лейбле Svart Records. Альбом получил гамбургскую премию HANS в категории «Лучший альбом года» и был номинирован на премию Metal Hammer Awards в категории «Лучший дебют». В 2016 году Mantar подписали контракт с лейблом Nuclear Blast, на котором в том же году вышел их второй студийный альбом Ode to the Flame. Летом 2018 года вышел третий альбом The Modern Art of Setting Ablaze, завершивший, по словам группы, «огненную трилогию». В 2020 году группа выпустила кавер-альбом Grungetown Hooligans II. В августе 2021 года группа сообщила, что завершила работу над четвёртым студийным альбомом. В марте 2022 года Mantar заключили контракт на выпуск следующего альбома с лейблом Metal Blade Records. Альбом получил название Pain Is Forever And This Is The End и был выпущен 15 июля 2022 года.

## Стиль
Джеймс Кристофер Монгер из AllMusic описал музыку коллектива как «нечестивое слияние отвратительного, пропитанного панком дум-метала и карающего блэк-метала». В рецензии на альбом The Modern Art of Setting Ablaze Ульф Кубанке из laut.de пишет, что их «ужасающая стена звука» сочетает в себе «взрывную структуру с атмосферным изяществом»

## Состав
- Эринч Сакарья (нем. Erinç Sakarya) — ударные, вокал
- Ханно Кленхардт (нем. Hanno Klänhardt) — гитара, вокал

## Дискография

### Студийные альбомы
- Death by Burning (2014)
- Ode to the Flame (2016)
- The Modern Art of Setting Ablaze (2018)
- Grungetown Hooligans II (2020, кавер-альбом)
- Pain Is Forever And This Is The End (2022)